# 77

## Decese
- dată necunoscută: Daru  (n. 6)